# 3DMark
3DMark est un logiciel de benchmarking pour PC, édité par Futuremark, qui met à l'essai les performances de rendu graphique d'un ordinateur. À l'instar de son concurrent Unigine, 3DMark est dédié aux cartes graphiques utilisant la technologie DirectX.
3DMark entend donner une note normalisée à une machine pour faciliter la comparaison des performances de chaque processeur ou unité de rendu graphique. Ses détracteurs insistent sur le fait qu'il paraît illusoire de pouvoir quantifier une mesure de performance qui demeure virtuelle.

## Liste des différentes versions (Benchmark)
| Version        | Dernière Mise à jour     | Détails | Date de sortie                                             | OS compatible | OS compatible | OS compatible | OS compatible | OS compatible | OS compatible | OS compatible | OS compatible | OS compatible | OS compatible | DirectX API                                                                                               | Statut                                          |
| Version        | Dernière Mise à jour     | Détails | Date de sortie                                             | Win 98        | Win ME        | Win 2000      | XP            | Vista         | 7             | 8             | 10            | Android       | iOS           | DirectX API                                                                                               | Statut                                          |
| -------------- | ------------------------ | --- | ---------------------------------------------------------- | ------------- | ------------- | ------------- | ------------- | ------------- | ------------- | ------------- | ------------- | ------------- | ------------- | --- | ----------------------------------------------- |
| 3DMark99       | Max                      | | 26/10/1998 08/03/1999                                      | ✔️            | ✔️            | ✔️            | ✔️            |               |               |               |               |               |               | DirectX 6 DirectX 6.1                                                                                     | N'est plus supporté (dispo en version complète) |
| 3DMark2000     | v1.1                     | | 06/12/1999                                                 | ✔️            | ✔️            | ✔️            | ✔️            |               |               |               |               |               |               | DirectX 7                                                                                                 | N'est plus supporté (dispo en version complète) |
| 3DMark2001     | Second Edition (SE) b330 | | 13/03/2001 12/02/2002                                      | ✔️            | ✔️            | ✔️            | ✔️            |               |               |               |               |               |               | DirectX 8 DirectX 8.1                                                                                     | N'est plus supporté (dispo en version complète) |
| 3DMark03       | v3.6.2                   | Shader Model 1.1 & 1.4 Contient 4 tests GPU "Game Test" : - Wings of Fury - Battle of Proxycon - Trolls' Lair - Mother Nature Contient 2 tests CPU : - Wings of Fury (en basse définition) - Battle of Proxycon (en basse définition)                                                                                          | 11/02/2003                                                 | ✔️            | ✔️            | ✔️            | ✔️            | ✔️            | ✔️            | ✔️            | ✔️            |               |               | DirectX 9                                                                                                 | N'est plus supporté (dispo en version complète) |
| 3DMark05       | v1.3.2                   | Shader Model 2.0 Contient 3 tests GPU "Game Test" : - Return To Proxycon - Firefly Forest - Canyon Flight Contient 2 tests CPU : - Canyon Flight (en basse définition) - Battle of Proxycon (en basse définition) | 29/09/2004                                                 | ✔️            | ✔️            | ✔️            | ✔️            | ✔️            | ✔️            | ✔️            | ✔️            |               |               | DirectX 9c                                                                                                | N'est plus supporté (dispo en version complète) |
| 3DMark06       | v1.2.1                   | Shader Model 3.0 & HDR Contient 4 tests GPU : - Return To Proxycon (évolution graphique de 3DMark05) - Firefly Forest (évolution graphique de 3DMark05) - Canyon Flight (évolution graphique de 3DMark05) - Deep Freeze Contient 2 tests CPU : - Red Valley 1 - Red Valley 2                                                   | 18/01/2006                                                 | ✔️            | ✔️            | ✔️            | ✔️            | ✔️            | ✔️            | ✔️            | ✔️            |               |               | DirectX 9c                                                                                                | N'est plus supporté (dispo en version complète) |
| 3DMark Vantage | v1.1.3                   | Contient 4 pré-réglages de test : - "Entry (E)" = 1024 × 768 (4:3) - "Performance (P)" = 1280 × 1024 (5:4) - "High (H)" = 1680 × 1050 (16:10) - "Extreme (X)" = 1920 × 1200 (16:10) Contient 2 tests GPU : - Jane NASH - New Calico Contient 2 tests CPU : - Ai (Intelligence Artificielle) - Physics (comportement physique)  | 28/04/2008                                                 |               |               |               |               | ✔️            | ✔️            | ✔️            | ✔️            |               |               | DirectX 10                                                                                                | N'est plus supporté (dispo en version complète) |
| 3DMark11       | v1.0.179                 | Contient 3 pré-réglages de test : - "Entry (E)" = 1024x600 - "Performance (P)" = 1280 × 720 (720p) - "Extreme (X)" = 1920 × 1080 (1080p) Contient 4 tests GPU : - Deep Sea 1 - Deep Sea 2 - High Temple 1 - High Temple 2 Contient 2 tests CPU : - Physics test (comportement physique) - Combined test (plusieurs paramètres) | 07/12/2010                                                 |               |               |               |               |               | ✔️            | ✔️            | ✔️            |               |               | DirectX 11                                                                                                | N'est plus supporté (dispo en version complète) |
| 3DMark         | v2.18.7181 (3-5-2021)    | Contient 7 tests GPU : - Time Spy 1.1 (basic) [DirectX 12] - Night Raid 1.0 (basic) [DirectX 12] - Port Royal 1.1 (licence) [Ray Tracing] - Fire Strike 1.1 (basic) [DirectX 11] - Sky Diver 1.0 (basic) [DirectX 11] - Cloud Gate 1.1 (basic) [DirectX 10] - Ice Storm 1.2 (basic) [DirectX 9]                                | 04/06/2013 (Windows) 02/04/2013 (Android) 09/09/2013 (iOS) |               |               |               |               |               | ✔️            | ✔️            | ✔️            | ✔️            | ✔️            | DirectX 9 (Windows) DirectX 10 (Windows) DirectX 11 (Windows) DirectX 12 (Windows) Vulkan (Android & iOS) | Supporté                                        |

Les versions qui ne sont plus supportées, sont encore disponibles à ici (avec en bonus les clés d’activation pour obtenir les versions complètes).
Le numéro dans le nom des versions correspond à l'année de référence pour le benchmark en question. Pour des questions de capacités graphiques augmentant continuellement, chaque nouvelle version contient les dernières améliorations et implémentations des technologies de rendu des graphismes dernière génération. Ainsi chaque année les scores d'une même carte graphique diminueront, et une bonne note sur une ancienne version de 3DMark ne peut rendre compte des capacités réelles sur des applications récentes, notamment avec les améliorations des processeurs, de DirectX ou à l'apparition de nouvelles technologies, comme le Pixel Shader et ce chaque année.

## Overclocking
Le programme a été un peu détourné de son utilisation par les adeptes de l'overclocking afin d'avoir une base de comparaison de leurs machines extrêmement puissant. Cela permet de comparer son score avant overclocking et après overclocking afin d'observer les gains de performance.